# Bernard C. Webber
Bernard Challen Webber (Milton, 9 maggio 1928 – Melbourne, 24 gennaio 2009) è stato un marinaio e militare statunitense, sottufficiale della Guardia costiera degli Stati Uniti.

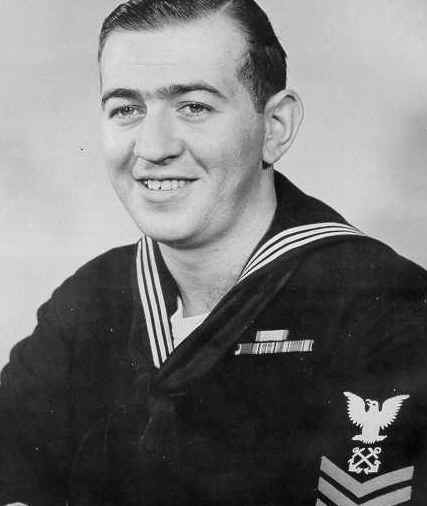
Bernard C. Webber

È ricordato principalmente in quanto, il 18 febbraio 1952, insieme ad un equipaggio di tre uomini, compì una storica operazione di soccorso in condizioni meteo-marine pessime, a bordo di una motovedetta CG 36500, salvando 32 uomini di equipaggio della petroliera T2 SS Pendleton, la quale era stata spezzata in due da una terribile tempesta che infuriava sulla zona. Per la loro impresa i quattro marinai ricevettero la Gold Lifesaving Medal della United States Coast Guard.

## Biografia e carriera militare
Bernard Challen Webber nacque il 9 maggio 1928 a Milton, in Massachusetts, figlio del reverendo A. Bernard Webber e di Anne Knight. Durante la seconda guerra mondiale lavorò nella marina mercantile e si arruolò nella Guardia Costiera nel 1946.
All'epoca del salvataggio della SS Pendleton era in servizio come Boatswain's mate di prima classe presso la stazione di Chatham, nel Massachusetts. Durante i suoi 20 anni di carriera militare partecipò all'Operazione Market Time durante la guerra del Vietnam e raggiunse il grado di Chief Warrant Officer. Morì il 24 gennaio 2009, all'età di 80 anni.

## Il salvataggio della SS Pendleton

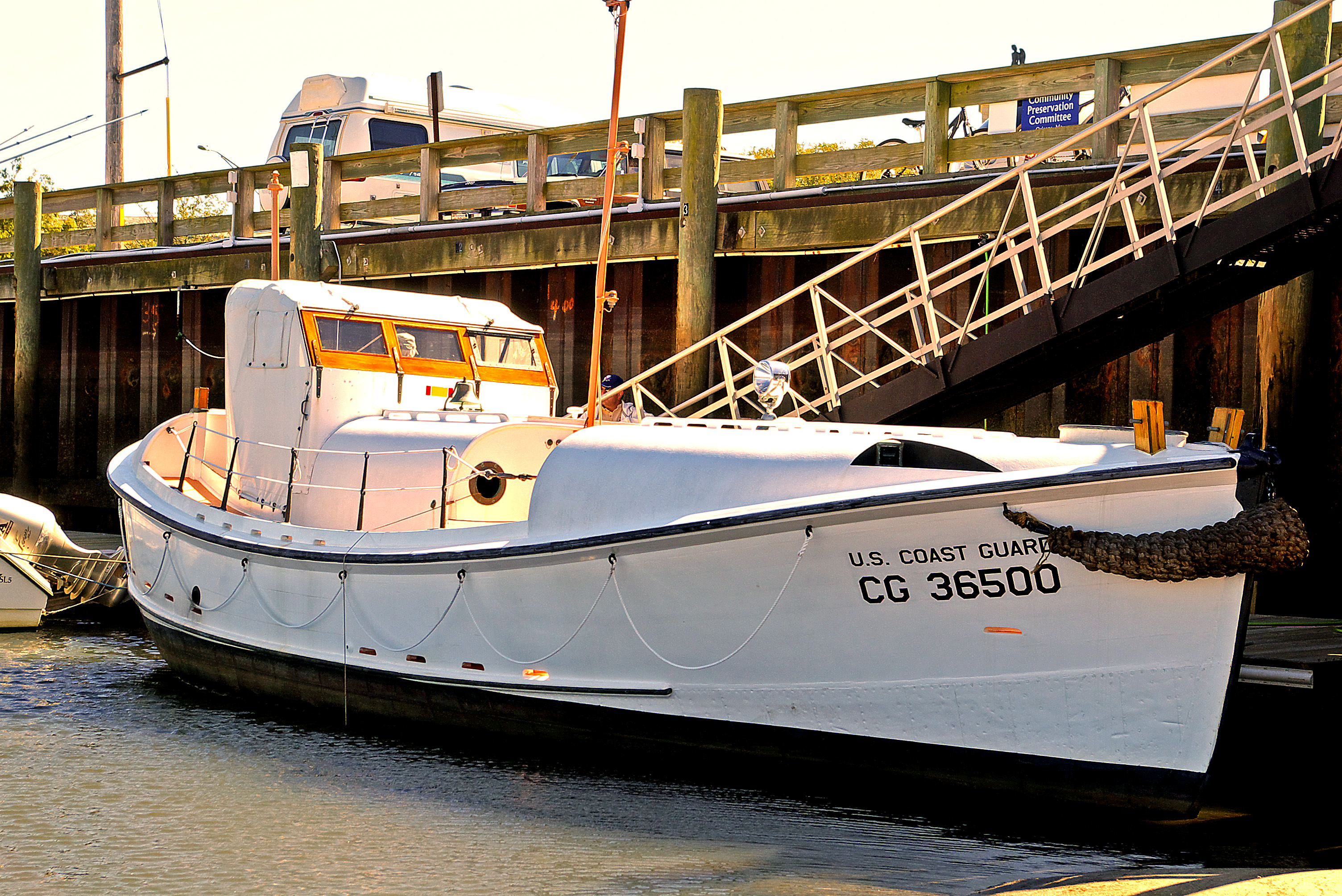
La motovedetta CG 36500

Il 18 febbraio 1952 un potente ciclone extratropicale colpì la costa orientale degli Stati Uniti e le petroliere T2 SS Fort Mercer e SS Pendleton ne rimasero vittime. La SS Fort Mercer venne spezzata in due dalla violenza delle onde e riuscì a chiamare aiuto via radio, mobilitando in suo soccorso diverse unità della Guardia Costiera. Anche la SS Pendleton, nelle stesse ore, si spezzò in due, ma non fece in tempo ad inviare segnali di soccorso e rimase ingovernabile; i membri dell'equipaggio rimasti sulla sezione di poppa decisero di incagliarla volontariamente in una secca al largo di Rock Harbor con una manovra improvvisata e di suonare più volte la sirena di emergenza per segnalare la loro presenza. Un addetto portuale riuscì a sentire la sirena, vide la nave in lontananza ed avvertì la stazione della guardia costiera di Chatham, che inviò in soccorso l'allora nostromo ventitreenne Webber, in servizio in quel momento, a bordo di una motovedetta CG 36500, l'unica imbarcazione disponibile non impegnata nei soccorsi alla SS Fort Mercer.

Webber e il suo equipaggio, composto dal motorista di terza classe Andrew Fitzgerald e dai marinai Richard Livesey e Ervin Maske, che si erano offerti volontari, riuscirono ad attraversare le enormi onde che si abbattevano sulla secca, a raggiungere il troncone della petroliera, a salvare 32 dei 33 uomini di equipaggio che vi si erano rifugiati, i quali si calarono per mezzo di una biscaglina, e a condurli in porto con un unico viaggio, in piena notte, con la bussola in avaria, nel cuore della tempesta, con il faro della motovedetta come unica fonte di illuminazione e con 36 persone a bordo di una barca che poteva trasportarne al massimo circa 12. I restanti membri dell'equipaggio della petroliera, tra cui il comandante, che erano rimasti nella sezione di prua quando la nave si era spezzata in due, erano morti quando la loro parte di nave era affondata.
Webber e il suo equipaggio ricevettero la Gold Lifesaving Medal per la loro impresa, che rimane tuttora il più grande salvataggio mai eseguito dalla United States Coast Guard tramite una piccola imbarcazione.

## Riconoscimenti

Il pattugliatore USCGC Bernard C. Webber

Il pattugliatore di Classe Sentinel USCGC Bernard C. Webber, entrato in servizio il 4 aprile 2012 nel porto di Miami in Florida, è stato così chiamato in suo onore.
La storia dei soccorsi alle petroliere SS Fort Mercer e SS Pendleton nel febbraio 1952 e del salvataggio dell'equipaggio della SS Pendleton da parte di Webber e dei suoi uomini sono raccontate nel libro The Finest Hours: The True Story of the U.S. Coast Guard's Most Daring Sea Rescue a firma degli scrittori americani Michael J. Tougias e Casey Sherman. Nel 2016 dal libro è stato tratto il film L'ultima tempesta, diretto da Craig Gillespie e prodotto da Walt Disney Pictures, con Chris Pine nel ruolo di Bernard Webber.
Un libro di memorie di Webber è stato pubblicato postumo nel 2015 con il titolo Lightships, Lighthouses, and Lifeboat Stations: A Memoir and History.